# Antrocaryon nannanii
Antrocaryon nannanii är en sumakväxtart som beskrevs av De Wild.. Antrocaryon nannanii ingår i släktet Antrocaryon och familjen sumakväxter. Inga underarter finns listade i Catalogue of Life.